# Otto von Bistram

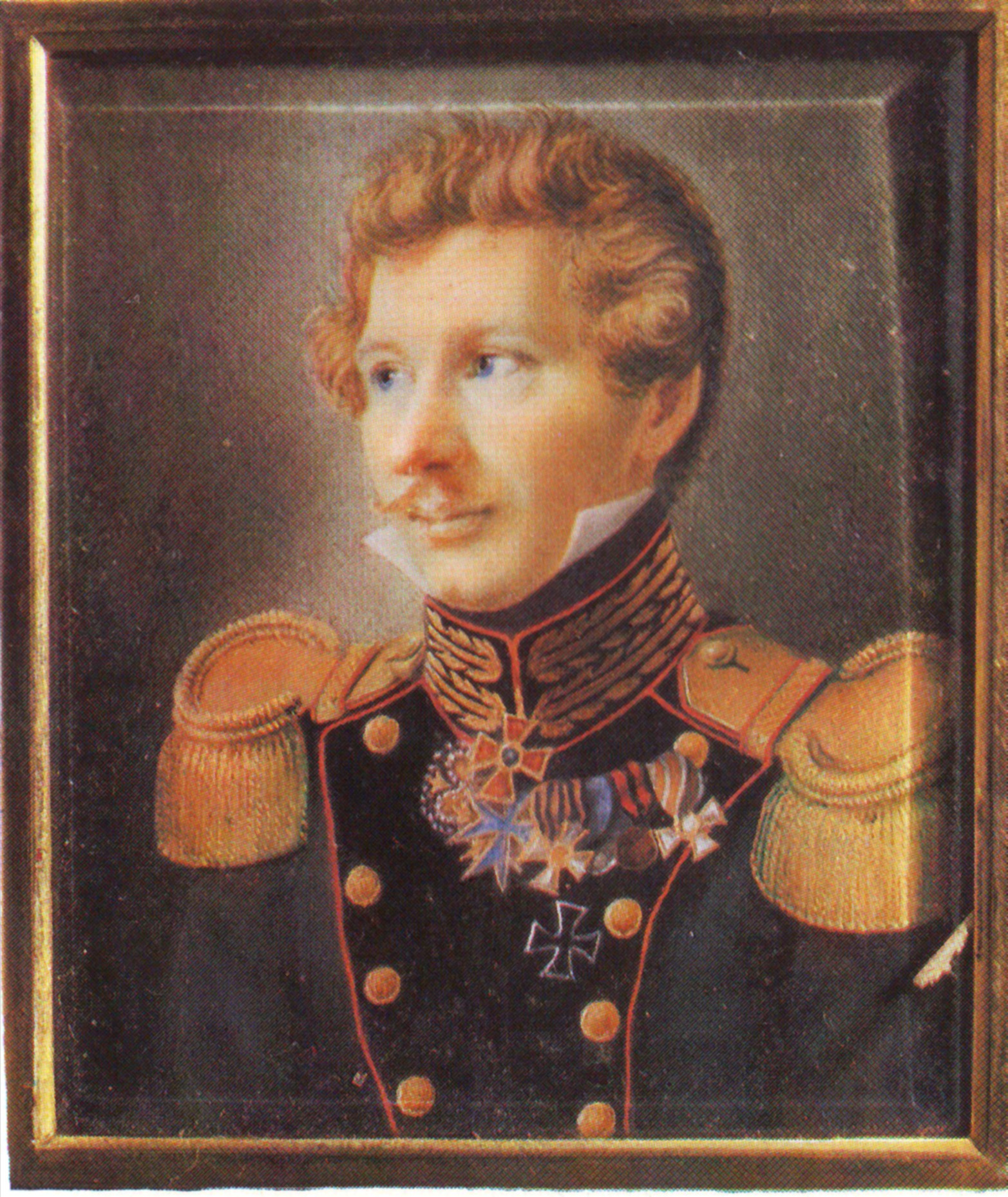
Otto Anton von Bistram

Otto Anton von Bistram, (russisch Антон Антонович Бистром Anton Antonowitsch Bistrom; * 18. Juni 1789 in Rappel; † 22. März 1854 in Nikolskoje, Oblast Tambow) war ein baltischer Freiherr und General der Kavallerie der Kaiserlich-russischen Armee.

## Leben
Im Alter von gerade 11 Jahren wurde er 1799 zum Militärdienst eingezogen. Von 1806 bis 1807 nahm er am vierten Koalitionskrieg gegen Kaiser Napoleon I. teil und 1812, im sogenannten Vaterländischen Krieg kommandierte er eine Artillerie-Brigade, welche in der Nähe von Kljastizy eingesetzt war. In beiden Kriegseinsätzen wurde er mehrmals verwundet und bis zum Oberstleutnant befördert.
1815 wurde er auf Staatskosten vom aktiven Dienst freigestellt und unterzog sich einer Heilkur. Erneut diente er ab 1816 in der Artillerie, eine weitere Verwundung zwang ihn zur Behandlung im Ausland. Im Jahr 1821 wurde er Kommandeur des Leibgarde Artillerie-Regiments. Am 1. März 1823 wurde er zum Generalmajor befördert und verließ am 6. März 1834 als Generalleutnant und General der Kavallerie die Kaiserlich-russische Armee. Von 1829 bis 1834 war er als Generalmajor Mitglied des Rates für Verkehrswege.
A.A. Bistrom ließ sich mit seiner Familie in Nikolskoje im Gouvernement Tambow nieder. Ihm zu Ehren erhielt der Ort Nikolsky den Zusatznamen Bistrom. Aus Dankbarkeit und in Erinnerung an das Überleben der schweren Verwundung in der Schlacht bei Kulm ließ seine Familie im Jahr 1852 die gemauerte Nikolskaja-Kirche errichten, die Kirche wurde in der kommunistischen Herrschaftszeit abgerissen. Das Ehepaar Bistram ließ für die Kinder ihrer Bediensteten und den Bauern eine Zweiklassenschule errichten.

## Orden und Ehrenzeichen
- Russische Auszeichnungen
  - Russischer Orden des Heiligen Georg, 4. Klasse
  - Russischer Orden der Heiligen Anna, 2. Klasse
  - Orden des Heiligen Wladimir, 3. Klasse
  - Russischer Orden der Heiligen Anna, 1. Klasse (1828)
  - Ehrenzeichen zum 25. Dienstjubiläums

- Ausländische Auszeichnungen
  - Preußisches Kulmer Kreuz
  - Preußischer Pour le Mérite (1813)
  - Preußischer Roter Adlerorden

## Herkunft und Familie

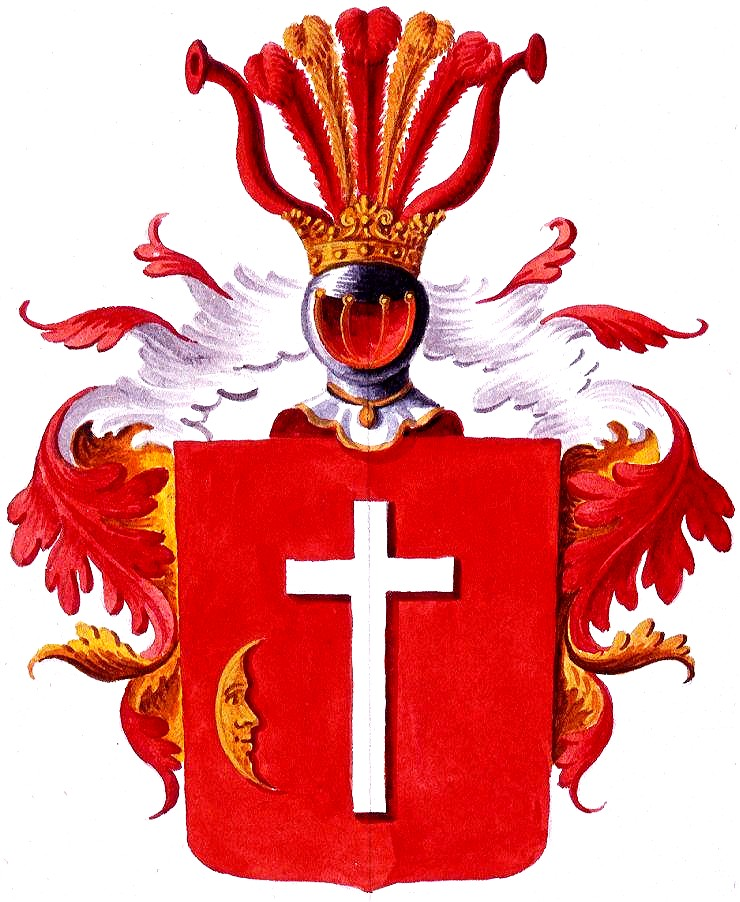
Familienwappen der estländischen Familie von Bistram

Otto von Bistram stammte aus dem baltischen Adelsgeschlecht von Bistram, welche 1604 in den schwedischen Freiherrenstand erhoben worden war. Er war der Sohn des Otto Gotthard von Bistram (1762–1836) und der Augusta Johann von Krusenstern, einer Tochter des russischen Admirals Adam Johann von Krusenstern. Er war Mitglied in der Sankt Petersburger Freimaurerloge „Alexander zum gekrönten Pelikan“. Seine Cousins waren die russischen Generale Karl von Bistram (1770–1838) und Adam von Bistram (1774–1825). In der ersten Ehe war er mit Maria Petrowna Sagrjaschskaja und in der Zweiten mit Maria Pawlowna Schtschepotschkina verheiratet. Seine Nachkommen waren 5 Töchter.